# Blendija
Blendija (cyr. Блендија) – wieś w Serbii, w okręgu zajeczarskim, w gminie Sokobanja. W 2011 roku liczyła 282 mieszkańców.